# Leucanthemum adustum
Leucanthème brûlé, Leucanthème noirâtre, Marguerite brûlée
Espèce
Statut de conservation UICN

 LC  : Préoccupation mineure
Leucanthemum adustum, le Leucanthème brûlé, Leucanthème noirâtre ou encore Marguerite brûlée, est une espèce de plantes à fleurs de la famille des Asteraceae.

## Liste des sous-espèces
Selon GBIF (15 octobre 2023) :
- Leucanthemum adustum subsp. adustum (W.D.J.Koch) Gremli
- Leucanthemum adustum subsp. margaritae (Gáyer ex Jáv.) Holub

## Systématique
Le nom correct complet (avec auteur) de ce taxon est Leucanthemum adustum (W.D.J.Koch) Gremli (d).
Le basionyme de ce taxon est : Chrysanthemum montanum adustum W.D.J.Koch
Ce taxon porte en français les noms vernaculaires ou normalisés suivants : Leucanthème brûlé,, Leucanthème noirâtre, Marguerite brûlée,.
Leucanthemum adustum a pour synonymes :
- Chrysanthemum adustum (W.D.J.Koch) Fritsch, 1897
- Chrysanthemum leucanthemum subsp. adustum (W.D.J.Koch) Guin., 1982
- Chrysanthemum leucanthemum subsp. saxicola (W.D.J.Koch) Hayek
- Chrysanthemum leucanthemum var. adustum (W.D.J.Koch) Hayek
- Chrysanthemum montanum All.
- Leucanthemum montanum Gren. & Godr., 1850